# Mecyna
Mecyna is een geslacht van vlinders uit de familie van de grasmotten (Crambidae), uit de onderfamilie van de Spilomelinae. De wetenschappelijke naam voor dit geslacht is voor het eerst voorgesteld door Henry Doubleday in een publicatie uit 1849.

## Soorten
- M. albalis Amsel, 1961
- M. amasialis (Staudinger, 1880)
- M. arroundella (Schmidt, 1934)
- M. asiaticalis (Caradja, 1916)
- M. asinalis (Hübner, 1819)
- M. auralis (Peyerimhoff, 1872)
- M. babalis Amsel, 1970
- M. balcanica Slamka & Plant, 2016
- M. bandiamiralis Amsel, 1970
- M. biternalis (Mann, 1862)
- M. cocosica Munroe, 1959
- M. cuprinalis (Ragonot, 1895)
- M. flavalis (Denis & Schiffermüller, 1775) – Geelwitte kruidenmot
- M. fuscimaculalis (Grote, 1878)
- M. fusei (Inoue, 1982)
- M. gracilis (Butler, 1879)
- M. grisealis Amsel, 1961
- M. indistinctalis Amsel, 1961
- M. luscitialis (Barnes & McDunnough, 1914)
- M. lutealis (Duponchel, 1832)
- M. luteofluvalis Mutuura, 1954
- M. marcidalis (Fuchs, 1879)
- M. marioni Amsel, 1957
- M. mauretanica Slamka, 2013
- M. micalis (Caradja, 1916)
- M. mustelinalis (Packard, 1873)
- M. procillusalis (Walker, 1859)
- M. salangalis Amsel, 1970
- M. sefidalis (Amsel, 1950)
- M. submedialis (Grote, 1876)
- M. subsequalis (Herrich-Schäffer, 1855)
- M. suffusalis (Warren, 1892)
- M. tapa (Strand, 1918)
- M. tricolor (Butler, 1879)
- M. trinalis (Denis & Schiffermüller, 1775)